# ほろにがショー 何でもやりまショー
『ほろにがショー 何でもやりまショー』（ほろにがショー なんでもやりまショー）は、1953年9月5日から1959年4月25日まで日本テレビで放送されていた、同局初のバラエティ番組である。全293回。モノクロ放送。
本項では、1953年8月29日に同局で放送された単発番組『ほろにがショー』（モノクロ放送）、および1969年10月4日から1970年9月26日まで同系列局で放送されていたリメイク版『なんでもやりまショー』（こちらはカラー放送）についても記述する。

## 概要
視聴者参加型のゲーム番組として開始。1957年5月に読売会館内にテレビホール（現：よみうりホール）が完成してからは、同ホールでの公開生放送番組となった。タイトルの「ほろにが」は、朝日麦酒（現：アサヒビール。法人としては現在のアサヒグループホールディングス）がスポンサーに付いていたことに由来する。
番組には、視聴者や企業などから「宴会や行事のためにゲームの遊び方を教えてほしい」「ゲームやレクリエーションのアイデアを借りたい」といった問い合わせが相次いだという。その一方で、1956年11月3日の中継企画における演出（後述）が社会からの批判に晒され、方向性の転換を余儀なくされた。その結果、番組の持ち味だった「野性味、意外性、バラエティー豊かなゲーム」が失われ、番組は1959年4月25日放送分をもっていったん終了した。ゲーム企画については1963年開始の『底ぬけ脱線ゲーム』に受け継がれた。
それから10年半後の1969年10月4日に、リメイク版である『なんでもやりまショー』がスタートした。こちらは1年で終了したが、のちに『木曜スペシャル』の看板企画となる「元祖どっきりカメラ」を輩出した。
オリジナル版『ほろにがショー 何でもやりまショー』の映像はほとんど残っていないとされる。同番組のロケの模様については、1983年8月28日に同系列局で放送された『テレビから生まれた歌・30年!』、および2003年8月2日に放送された『ダウンタウンのバラエティ50年史』で公開された。

## 内容

### ほろにがショー 何でもやりまショー
一般参加の視聴者たちが、日用品などを用いた「他愛のない」とまで評される滑稽なゲームで競った。以下は一例である。
高迷選挙
立てた六尺棒の上にどれだけ多くの座布団を載せられるかを競い合う。「公明選挙」をもじった名前のゲーム。
卵反射
バウンドさせたピンポン球を鶏卵の殻でキャッチする。「乱反射」をもじった名前のゲーム。
タビ先のクサリ縁
足袋を手にはめた状態で、ゼムクリップを鎖状につなぐ競争。
司会者は、ゲーム開始の合図にラッパを鳴らした。勝者には賞金1,000円、敗者にはバャリースオレンヂ半ダースが贈られた。1958年7月末からは後述の方向性転換のため、出場者は夫婦に限定され、ゲームの内容は「家庭的なもの」に変えられた。
また、「テレビ番組の表現の可能性を拡大していった」と評される「意外性のある企画」を「常識の枠にとらわれず」展開した。現職の白バイ警官の出演や、富士山の山頂の風景の撮影、ヘリコプターと地上の二元中継などがなされ、多くの視聴者を驚かせたという。

### なんでもやりまショー
当初は、番組前半がジプシー・ザンバなる超人があらゆる荒業に挑む「野外ビッグゲーム」、後半が「どっきりカメラ」という構成だった。
その後、子供が名人芸や珍芸を披露する「ちびっ子にまかせろ!」（幼少時代の9代目林家正蔵が「林家小三平」名義で出演していたことがある）、プロ野球選手から引退して間もない金田正一が様々なことに挑む「金やんのなんでもやったるでぇ!」が追加された。

## 放送期間・放送日時
いずれも日本標準時、日本テレビでのデータ。
ほろにがショー
1953年8月29日
土曜 19時30分 - 20時00分
ほろにがショー 何でもやりまショー
1953年9月5日 - 1959年4月25日
土曜 19時30分 - 20時00分
なんでもやりまショー
1969年10月4日 - 1970年9月26日
土曜 19時30分 - 20時30分

## ネット局
特筆の無い限り全て同時ネット。
ほろにがショー 何でもやりまショー
- 日本テレビ
- 北日本放送[6]
- 大阪テレビ（現：朝日放送テレビ）（開局当日の1956年12月1日から1958年8月23日まで[7]）→読売テレビ（開局3日目の1958年8月30日放送分から番組終了まで）

## 出演者

### ほろにがショー 何でもやりまショー
- 初代司会0：志村一郎（放送開始時 - 1953年12月）
- 2代目司会：三國一朗（1953年12月 - 放送終了時[5]） - 1956年にタレントに転じるまでは朝日麦酒の社員であった。

### なんでもやりまショー
- 司会：宍戸錠[1]、高松しげお[1]
- レギュラー：金田正一、野呂圭介

## スタッフ

### なんでもやりまショー
- プロデューサー：松本尚彦

## 沿革
日本テレビの開局1か月前、朝日麦酒宣伝部において、週3日・1回15分程度のテレビ番組枠に広告を出す計画が取り決められた。当初朝日麦酒はこの枠でアメリカのテレビ番組のフィルムを放送する事を予定していたが、日テレ開局1週間前に番組の購入が外貨の都合で不可能だと判明したため、急遽自前で制作した番組を放送することになった。折りしも、日テレ側でもアメリカの視聴者参加型番組『エニシング・ゴーズ』（英: Anything Goes）を日本の視聴者の好みに合わせて改変したものの制作が検討されており、タイトルは同番組の翻訳「何でもやろう」と、当時のテレビ番組で頻繁に使用されていた「ショー」の合成で、中央放送広告社長の五味正夫が考案。
当初は『何でもやりまショー』として開局翌日の1953年8月29日に放送される予定だったが、放送当日に第1回の制作が間に合わず、タイのキックボクシングのドキュメンタリーフィルムで穴を埋めることになった。この単発番組のタイトルが『ほろにがショー』である。翌週の9月5日に、あらためて『ほろにがショー 何でもやりまショー』として放送が開始された。

### 不祥事
1956年11月3日放送分において、「今度の早慶戦に、早稲田側の応援席で慶應の大旗を振って応援した人に5000円を進呈」（要約）という録画企画が放送された。同企画の実施には危険が予期されたため、制作スタッフは面識のある俳優を「一般視聴者からの参加者」として起用し、課題を達成して球場を追い出されたその俳優が賞金を受け取るという一連の映像を録画・放送した。放送終了後、内容のモラル的問題や作為隠匿に対して批判や抗議が相次ぎ、東京六大学野球連盟が日本テレビでの試合中継を拒否する事態に発展した（のちに日本テレビは番組内で謝罪し、六大学連盟とは和解した）。
社会評論家の大宅壮一はたまたま自宅のテレビでこの放送を目撃し、思わず「阿呆か!」と呟いたという（娘の映子・談）。同年11月7日の東京新聞朝刊や『週刊東京』1957年2月2日号において、番組内容について厳しい論調で批判した文章を寄稿した。『週刊東京』の評論文の一節「一億白痴化運動」に、松本清張が『放送朝日』1957年8月号特集「テレビジョン・エイジの開幕に当たってテレビに望む」に寄せた評論で「総」の1字を挿入し、流行語化したものが、「一億総白痴化」である。制作スタッフとスポンサーは改善策として番組の路線変更を講じなければならなくなり、人気低下のきっかけとなった。